# Alepis flavida
Alepis flavida är en tvåhjärtbladig växtart som beskrevs av Van Tiegh.. Alepis flavida ingår i släktet Alepis och familjen Loranthaceae. Inga underarter finns listade i Catalogue of Life.